# Glavnica Donja
Glavnica Donja is een plaats in de gemeente Zagreb in de Kroatische provincie Stad Zagreb. De plaats telt 657 inwoners (2001).